# Phường 4, thành phố Trà Vinh
Phường 4 là một phường thuộc thành phố Trà Vinh, tỉnh Trà Vinh, Việt Nam.

## Địa lý
Phường 4 có vị trí địa lý:
- Phía đông giáp Phường 5
- Phía tây giáp Phường 1
- Phía nam giáp Phường 3
- Phía bắc giáp xã Long Đức.

Phường 4 có diện tích 1,56 km², dân số năm 2022 là 9.976 người, mật độ dân số đạt 6.396 người/km².

## Hành chính
Phường 4 được chia thành 4 khóm: 1, 5, 6, 9.

## Lịch sử
Sau năm 1975, Phường 4 thuộc thị xã Trà Vinh.
Ngày 4 tháng 3 năm 2010, Chính phủ ban hành Nghị quyết số 11/NQ-CP về việc thành lập thành phố Trà Vinh thuộc tỉnh Trà Vinh. Phường 4 trực thuộc thành phố Trà Vinh.
Ngày 15 tháng 10 năm 2019, HĐND tỉnh Trà Vinh ban hành Nghị quyết số 157/NQ-HĐND về việc sáp nhập Khóm 3 và Khóm 4 vào Khóm 1.